# Norberto Fontana
Norberto Edgardo Fontana (ur. 20 stycznia 1975 roku w Arrecifes, Prowincja Buenos Aires) – argentyński kierowca wyścigowy.

## Kariera
Norberto w latach 1995–1997 dzielił obowiązki między pracą w roli testera ekipy Sauber, a startami w juniorskich seriach. W 1995 roku uczestniczył w Niemieckiej Formule 3, w której zdobył tytuł mistrzowski. Poza tym wygrał prestiżowy wyścig Masters of Formuła 3, zaliczany do eliminacji Europejskiej Formuła 3. Jego debiut w Formule 1 nastąpił w sezonie 1997, również w szwajcarskim zespole, kiedy to na cztery rundy zastąpił Gianniego Morbidelli. Najwyższą pozycją Argentyńczyka było wówczas dwukrotnie 9. miejsce, podczas wyścigów o GP Niemiec i GP Wielkiej Brytanii. Po tym sezonie jednak nie znalazł już dla siebie miejsca w F1.
W 1999 i 2001 roku ponownie brał udział w Formule 3000, a w 2000 w serii CART, którą zakończył na 28. pozycji w klasyfikacji generalnej. Po tym roku wrócił do swojego kraju, gdzie zadebiutował w TC2000 – argentyńskich mistrzostwach samochodów turystycznych. W 2002 roku zdobył w niej tytuł mistrzowski. W sezonie 2006 triumfował w argentyńskim Turismo Carretera.

## Starty w karierze
| Sezon | Seria               | Zespół                  | Starty | PP | Zwyc. | Punkty | Pozycja |
| ----- | ------------------- | ----------------------- | ------ | -- | ----- | ------ | ------- |
| 1994  | Niemiecka Formuła 3 | KMS Motorsport          |        |    | 3     |        | 6.      |
| 1995  | Niemiecka Formuła 3 | KMS Motorsport          |        |    |       |        | 1.      |
| 1996  | Formuła 3000        | Edenbridge Racing       | 1      | 0  | 0     | 0      | -       |
| 1997  | Formuła 1           | Sauber                  | 4      | 0  | 0     | 0      | -       |
| 1999  | Formuła 3000        | Fortec Motorsport       | 10     | 0  | 0     | 4      | 15.     |
| 2000  | CART                | Della Penna Motorsports | 9      | 0  | 0     | 2      | 28.     |
| 2001  | Formuła 3000        | F3000 Prost Junior Team | 3      | 0  | 0     | 0      | 32.     |
| 2002  | TC 2000             | Toyota Team Argentina   |        |    |       |        | 1.      |
| 2003  | TC 2000             | Toyota Team Argentina   |        |    |       |        |         |
| 2004  | TC 2000             | Toyota Team Argentina   |        |    |       |        |         |
| 2004  | Turismo Carretera   |                         |        |    |       |        | 3.      |
| 2006  | Turismo Carretera   |                         |        |    |       |        | 1.      |